# Носка
Носка́ (
сибирскотат. 
Наскы) — река в Западной Сибири, левый приток Иртыша, протекает по Тюменской области. Берёт начало из озера Носкинбаш. В верхней части течёт на восток, в нижней — на северо-восток. Впадает в Боровую протоку Иртыша.
Длина реки — 374 км, площадь водосборного бассейна — 8560 км². Среднегодовой расход воды — 12 м³/с.
Замерзает конце октября, вскрывается в начале мая. Питание смешанное, с преобладанием снегового.
В низовьях — нерест осетра, обитает пелядь; распространена выдра.

## Притоки
- 4 км: Черная
- 21 км: Малый Нарыс
- 43 км: Большой Нарыс
- 207 км: Лайма
- 231 км: Топкинбашская
- 300 км: Черная

## Данные водного реестра
По данным государственного водного реестра России относится к Иртышскому бассейновому округу, водохозяйственный участок реки — Иртыш от впадения реки Тобол до города Ханты-Мансийск (выше), без реки Конда, речной подбассейн реки — бассейны притоков Иртыша от Тобола до Оби. Речной бассейн реки — Иртыш.